# هوش محیطی

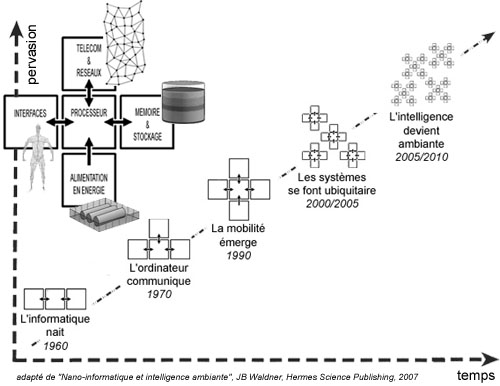
تکامل (مورد انتظار) محاسبات از ۱۹۶۰ تا ۲۰۱۰

هوش محیط نزدیک یا هوش پیرامونی (به انگلیسی: Ambient intelligence) به محیط‌های الکترونیکی گفته می‌شود که نسبت به حضور مردم حساس و پاسخگو هستند. هوش پیرامونی چشم‌اندازی است در مورد آینده لوازم الکترونیک مصرفی، مخابرات و رایانش که ابتدا در پایان دهه ۱۹۹۰ برای بازه زمانی ۲۰۱۰–۲۰۲۰ توسعه یافت. در دنیایی که هوش محدوده‌ای محقق شده باشد، ابزارها در هماهنگی با یکدیگر به صورتی کار می‌کنند که به افراد در انجام فعالیت‌ها، وظایف و مناسبات روزمره‌شان کمک می‌کنند. این هماهنگی با کمک اطلاعات و روش هوشمندی که در شبکه این ابزارها به هم متصل می‌شود، نهفته است (به اینترنت اشیاء مراجعه کنید). هرچه این ابزارها کوچک‌تر و متصل‌تر و بیشتر با محیط پیرامون ما یکپارچه بشوند، فناوری از محیط پیرامونی ناپدید می‌شود تا جایی که تنها واسط کاربری توسط کاربران قابل درک می‌ماند.